# 1873
1873. је била проста година.

## Догађаји

### Април
- 1. април — Пароброд РМС Атлантик компаније Вајт стар је потонуо код Нове Шкотске, одневши 547 живота у највећој поморској несрећи до тада.

### Мај
- 25. мај — Савез трију царева или Тројецарски савез, споразума између Русије, Немачке и Аустроугарске, закључених у 1873, 1881 и 1884. години. Први договор 1873. године у време посете цара и министара иностраних послова Русије А. М. Горчакова у Бечу, Александар II и Франц Јозеф I потписали су у Шенбруну (близу Беча) споразум.

### Јул
- Википедија:Непознат датум — Епидемија колере у Меленцима. Од велике епидемије умрло 440 Меленчана.
- Википедија:Непознат датум — Епидемија колере у Бечу, Аустрија.
- Википедија:Непознат датум — Одржан шаховски турнир у Бечу у периоду од 21. јула до 29. августа. Победио је Џозеф Хенри Блекбурн.

## Рођења

### Фебруар
- 16. фебруар — Радоје Домановић, српски књижевник

### Јул
- 8. јул — Карл Ваугоин, аустријски политичар. († 1949)

### Септембар
- 8. септембар — Алфред Жари, француски драматург и књижевник. († 1907)

### Октобар
- 12. октобар — Надежда Петровић, српска сликарка († 1915)

## Смрти

### Април
- 18. април — Јустус фон Либиг, немачки хемичар

### Мај
- 25. мај - Константин Данил, сликар српског класицизма

### Јун
- 9. јануар — Наполеон III Бонапарта, француски цар